# Grand Prix Formule 1 van de Verenigde Staten Oost
De Grand Prix van de Verenigde Staten Oost was een wedstrijd uit de Formule 1-kalender die zeven keer gehouden werd tussen 1982 en 1988 op het stratencircuit van Detroit. De race stond ook bekend als de Grand Prix van Detroit.
Met drie overwinningen is Ayrton Senna recordhouder op dit circuit.

## Winnaars van de Grands Prix
| Jaar | Coureur          | Constructeurs  | Locatie |
| ---- | ---------------- | -------------- | ------- |
| 1988 | Ayrton Senna     | McLaren-Honda  | Detroit |
| 1987 | Ayrton Senna     | Lotus-Honda    | Detroit |
| 1986 | Ayrton Senna     | Lotus-Renault  | Detroit |
| 1985 | Keke Rosberg     | Williams-Honda | Detroit |
| 1984 | Nelson Piquet    | Brabham-BMW    | Detroit |
| 1983 | Michele Alboreto | Tyrrell-Ford   | Detroit |
| 1982 | John Watson      | McLaren-Ford   | Detroit |